# Мерфи, Кэлвин
Кэлвин Джером Мерфи (англ. Calvin Jerome Murphy; род. 9 мая 1948 года в Норуолке, штат Коннектикут, США) — американский профессиональный баскетболист. Рост Мерфи 5 футов 9 дюймов (1,75 м), он является самым низкорослым игроком НБА, включенным в Зал славы баскетбола имени Нейсмита, а также участвовавшим в Матче всех звёзд НБА (последнее достижение принадлежит Айзее Томасу в 2016 году).

## Карьера игрока
Играл на позиции разыгрывающего и атакующего защитника. Учился в Ниагарском университете, в 1970 году был выбран на драфте НБА под 18-м номером командой «Сан-Диего Рокетс», которая в следующем году переехала в Хьюстон, и всю свою профессиональную карьеру провёл в этом клубе. Всего в НБА провёл 13 сезонов. В 1966 году стал лучшим баскетболистом среди учащихся старшей школы. Включался в 1-ю сборную новичков НБА (1971). Один раз принимал участие в матче всех звёзд НБА (1979). В 1979 году стал лауреатом приза имени Джеймса Уолтера Кеннеди. Два раза подряд включался в 1-ю всеамериканскую сборную NCAA (1969—1970), а также один раз — во 2-ю всеамериканскую сборную NCAA (1968). За ним в «Рокетс» закреплён номер 23. В 1993 году был включён в Зал славы баскетбола. Всего за карьеру в НБА сыграл 1002 игры, в которых набрал 17 949 очков (в среднем 17,9 за игру), сделал 2103 подбора, 4402 передачи, 1165 перехватов и 51 блок-шот.

## После завершения карьеры игрока
После завершения карьеры игрока Мерфи продолжал работать в «Рокетс» на различных должностях, в основном в качестве телевизионного аналитика на матчах  «Рокетс».
В 2004 году он предстал перед судом в Хьюстоне за сексуальное насилие над пятью своими дочерьми. Он был оправдан в декабре того же года.
Он вел Шоу Кэлвина Мерфи на хьюстонском филиале ESPN Radio с 2007 года до его отмены в январе 2010 года.

## Статистика

### Статистика в НБА
| Сезон                                                                                    | Команда          | Регулярный сезон | Регулярный сезон | Регулярный сезон | Регулярный сезон | Регулярный сезон | Регулярный сезон | Регулярный сезон | Регулярный сезон | Регулярный сезон | Регулярный сезон | Регулярный сезон | Серия плей-офф | Серия плей-офф | Серия плей-офф | Серия плей-офф | Серия плей-офф | Серия плей-офф | Серия плей-офф | Серия плей-офф | Серия плей-офф | Серия плей-офф | Серия плей-офф |
| Сезон                                                                                    | Команда          | GP               | GS               | MPG              | FG%              | 3P%              | FT%              | RPG              | APG              | SPG              | BPG              | PPG              | GP             | GS             | MPG            | FG%            | 3P%            | FT%            | RPG            | APG            | SPG            | BPG            | PPG            |
| ---------------------------------------------------------------------------------------- | ---------------- | ---------------- | ---------------- | ---------------- | ---------------- | ---------------- | ---------------- | ---------------- | ---------------- | ---------------- | ---------------- | ---------------- | -------------- | -------------- | -------------- | -------------- | -------------- | -------------- | -------------- | -------------- | -------------- | -------------- | -------------- |
| 1970/71                                                                                  | Сан-Диего Рокетс | 82               |                  | 24,6             | 45,8             |                  | 82,0             | 3,0              | 4,0              |                  |                  | 15,8             | Не участвовал  | Не участвовал  | Не участвовал  | Не участвовал  | Не участвовал  | Не участвовал  | Не участвовал  | Не участвовал  | Не участвовал  | Не участвовал  | Не участвовал  |
| 1971/72                                                                                  | Хьюстон          | 82               |                  | 31,0             | 45,5             |                  | 89,0             | 3,1              | 4,8              |                  |                  | 18,2             | Не участвовал  | Не участвовал  | Не участвовал  | Не участвовал  | Не участвовал  | Не участвовал  | Не участвовал  | Не участвовал  | Не участвовал  | Не участвовал  | Не участвовал  |
| 1972/73                                                                                  | Хьюстон          | 77               |                  | 22,0             | 46,5             |                  | 88,8             | 1,9              | 3,4              |                  |                  | 13,0             | Не участвовал  | Не участвовал  | Не участвовал  | Не участвовал  | Не участвовал  | Не участвовал  | Не участвовал  | Не участвовал  | Не участвовал  | Не участвовал  | Не участвовал  |
| 1973/74                                                                                  | Хьюстон          | 81               |                  | 36,1             | 52,2             |                  | 86,8             | 2,3              | 7,4              | 1,9              | 0,0              | 20,4             | Не участвовал  | Не участвовал  | Не участвовал  | Не участвовал  | Не участвовал  | Не участвовал  | Не участвовал  | Не участвовал  | Не участвовал  | Не участвовал  | Не участвовал  |
| 1974/75                                                                                  | Хьюстон          | 78               |                  | 32,2             | 48,4             |                  | 88,3             | 2,2              | 4,9              | 1,6              | 0,1              | 18,7             | 8              |                | 38,1           | 46,2           |                | 89,5           | 2,4            | 5,6            | 1,8            | 0,1            | 24,4           |
| 1975/76                                                                                  | Хьюстон          | 82               |                  | 36,5             | 49,3             |                  | 90,7             | 2,5              | 7,3              | 1,8              | 0,1              | 21,0             | Не участвовал  | Не участвовал  | Не участвовал  | Не участвовал  | Не участвовал  | Не участвовал  | Не участвовал  | Не участвовал  | Не участвовал  | Не участвовал  | Не участвовал  |
| 1976/77                                                                                  | Хьюстон          | 82               |                  | 33,7             | 49,0             |                  | 88,6             | 2,1              | 4,7              | 1,8              | 0,1              | 17,9             | 12             |                | 35,0           | 47,9           |                | 93,3           | 1,6            | 6,3            | 1,6            | 0,2            | 19,3           |
| 1977/78                                                                                  | Хьюстон          | 76               |                  | 38,2             | 49,1             |                  | 91,8             | 2,2              | 3,4              | 1,5              | 0,0              | 25,6             | Не участвовал  | Не участвовал  | Не участвовал  | Не участвовал  | Не участвовал  | Не участвовал  | Не участвовал  | Не участвовал  | Не участвовал  | Не участвовал  | Не участвовал  |
| 1978/79                                                                                  | Хьюстон          | 82               |                  | 35,9             | 49,6             |                  | 92,8             | 2,1              | 4,3              | 1,4              | 0,1              | 20,2             | 2              |                | 36,5           | 29,0           |                | 88,9           | 1,5            | 3,0            | 4,0            | 0,5            | 13,0           |
| 1979/80                                                                                  | Хьюстон          | 76               |                  | 35,2             | 49,3             | 4,0              | 89,7             | 2,0              | 3,9              | 1,9              | 0,1              | 20,0             | 7              |                | 37,9           | 53,7           | 50,0           | 100,0          | 1,4            | 3,7            | 1,6            | 0,0            | 18,7           |
| 1980/81                                                                                  | Хьюстон          | 76               |                  | 26,5             | 49,2             | 23,5             | 95,8             | 1,1              | 2,9              | 1,5              | 0,1              | 16,7             | 19             |                | 28,4           | 49,5           | 28,6           | 96,7           | 1,3            | 3,0            | 1,4            | 0,0            | 18,1           |
| 1981/82                                                                                  | Хьюстон          | 64               | 0                | 18,8             | 42,7             | 6,3              | 90,9             | 1,0              | 2,5              | 0,7              | 0,0              | 10,2             | 3              | 0              | 19,0           | 22,7           | 0,0            | 87,5           | 1,0            | 1,3            | 0,3            | 0,0            | 5,7            |
| 1982/83                                                                                  | Хьюстон          | 64               | 0                | 22,2             | 44,7             | 28,6             | 92,0             | 1,2              | 2,5              | 0,9              | 0,1              | 12,8             | Не участвовал  | Не участвовал  | Не участвовал  | Не участвовал  | Не участвовал  | Не участвовал  | Не участвовал  | Не участвовал  | Не участвовал  | Не участвовал  | Не участвовал  |
|                                                                                          | Всего            | 1002             | 0                | 30,5             | 48,2             | 13,9             | 89,2             | 2,1              | 4,4              | 1,5              | 0,1              | 17,9             | 51             | 0              | 32,5           | 47,5           | 28,6           | 93,2           | 1,5            | 4,2            | 1,5            | 0,1            | 18,5           |
| Наведите курсор мыши на аббревиатуры в заголовке таблицы, чтобы прочесть их расшифровку. |                  |                  |                  |                  |                  |                  |                  |                  |                  |                  |                  |                  |                |                |                |                |                |                |                |                |                |                |                |